# 에콰도르 세리에 A
프리메라 카테고리아 세리에 A(스페인어: Primera Categoría Serie A)는 리가 프로 혹은 세리에 A라고도 불리는 에콰도르의 축구 1부 리그의 대회다. 1957년에 창설되었으며,  현재 16개 팀이 참가하고 있다. 최다 우승팀은 15회를 우승한 바르셀로나 SC이다. 현재 명명권 계약에 따라 공식적으로 리가 프로 벳593이라고 불린다.
단일 리그로 진행되기 이전에, 세리에 A는 에콰도르의 과야킬과 키토 두 지역 리그의 챔피언이 만나 격돌하는 챔피언십 형태였다.
2022년 IFFHS 기준 남아메리카 지역에서 4번째로 강한 리그이자, 세계에서 11번째로 강한 리그로 평가받은 바 있다.

## 2023 시즌 참가팀
| 팀                        | 연고지 | 경기장                                        | 수용인원 |
| ------------------------- | ------ | --------------------------------------------- | -------- |
| 과야킬 시티               | 과야킬 | 크리스티안 베니테스 베탕쿠르트                | 10,152   |
| 데포르티보 쿠엔카         | 쿠엔카 | 반코 델 아우스트로 알레한드로 세라노 아길라르 | 18,549   |
| 델핀                      | 만타   | 호카이                                        | 17,834   |
| 마카라                    | 암바토 | 베야비스타                                    | 16,467   |
| 바르셀로나                | 과야킬 | 모누멘탈 방코 피친차                          | 52,267   |
| 아우카스                  | 키토   | 곤살로 포소 리팔다                            | 21,689   |
| 에멜레크                  | 과야킬 | 반코 델 파시피코 캡웰                         | 38,963   |
| 엘 나시오날               | 키토   | 올림피코 아타우알파                           | 35,258   |
| 우니베르시다드 카톨리카   | 키토   | 올림피코 아타우알파                           | 35,258   |
| 인데펜디엔테 델 바예      | 상골키 | 루미냐우이                                    | 7,233    |
| LDU 키토                  | 키토   | 로드리고 파스 델가도                          | 41,575   |
| 테크니코 우니베르시타리오 | 암바토 | 베야비스타                                    | 16,467   |